# Stoeberia beetzii
Stoeberia beetzii är en isörtsväxtart som först beskrevs av Moritz Kurt Dinter, och fick sitt nu gällande namn av Moritz Kurt Dinter och Schwant. Stoeberia beetzii ingår i släktet Stoeberia och familjen isörtsväxter. Inga underarter finns listade i Catalogue of Life.